# مالکولم ویلیامسون
مالکولم ویلیامسون (انگلیسی: Malcolm Williamson؛ ۲۱ نوامبر ۱۹۳۱ – ۲ مارس ۲۰۰۳) آهنگساز، و نوازنده پیانو اهل استرالیا بود. او از سال ۱۹۷۵ تا زمان مرگش استاد موسیقی سلطنتی بودکه یک منصب دربار سلطنتی انگلستان می‌باشد.

## زندگی
ویلیامسون در سال ۱۹۳۱ در سیدنی به دنیا آمد. پدر وی کشیش بود. استاد موسیقی او یوجین گوهسن بود. در سال ۱۹۵۰ به لندن رفت و در آنجا کار خود را به عنوان نوازنده ارگ و نوازنده پیانو در کلوب شبانه شروع کرد.
در سال ۱۹۷۵ بعد اذ مرگ آرتور بلیز، عنوان استاد موسیقی ملکه به والکولم واگذار کرد. او اولین غیر بریتانیایی بود که این عنوان را از آن خود کرد.
ویلیام با یک زن آمریکایی در سال ۱۹۶۰ ازدواج کرد و آنها یک پسر و دو دختر داشتند.

## افتخارات
ویلیامسون در سال ۱۹۷۶ عنوان فرمانده نیروی امپراتوری بریتانیا و یک مقام افتخاری در انتظامی استرالیا را از آن خود کرد. او بیش از یک قرن صاحب عنوان استاد موسیقی سلطنتی بریتانیا بود.